# Scelio variegatus
Scelio variegatus är en stekelart som beskrevs av Mikhail Vasilievich Kozlov och Kononova 1990. Scelio variegatus ingår i släktet Scelio och familjen Scelionidae. Inga underarter finns listade i Catalogue of Life.